# Fatherhood
Fatherhood ist ein Filmdrama von Paul Weitz, das am 18. Juni 2021 in das Programm von Netflix aufgenommen wurde. Der Film basiert auf wahren Begebenheiten, die Matthew Logelin in seinen Memoiren mit dem Titel Two Kisses for Maddy: A Memoir of Loss & Love niederschrieb.

## Handlung
Als seine Frau nur einen Tag nach der Geburt ihrer gemeinsamen Tochter unerwartet verstirbt, muss sich Matt allein um das Neugeborene kümmern. Das Leben des frischen Witwers, das zuvor so perfekt erschien, gerät erst einmal aus den Fugen, doch er will nicht aufgeben.

## Produktion

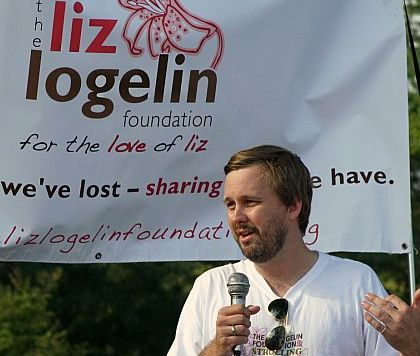
Der Film basiert auf den Memoiren von Matt Logelin

Der Film basiert auf den 2011 erschienenen Memoiren Two Kisses for Maddy: A Memoir of Loss & Love von Matthew Logelin.
Regie führte Paul Weitz, der gemeinsam mit Dana Stevens auch Logelins Memoiren für den Film adaptierte.
Die Filmmusik komponierte Rupert Gregson-Williams. Das Soundtrack-Album mit insgesamt 18 Musikstücken wurde am 18. Juni 2021 von Sony Classical als Download veröffentlicht.
Netflix nahm den Film am 18. Juni 2021 und damit vor dem US-amerikanischen Vatertags-Wochenende in sein Programm auf.

## Rezeption

### Abrufzahlen
Innerhalb der 25. Kalenderwoche 2021 war Fatherhood laut Ampere Analysis der weltweit erfolgreichste Titel im Netflix-Programm.

### Auszeichnungen
People’s Choice Awards 2021
- Nominierung als Filmdrama des Jahres
- Auszeichnung als Drama Movie Star of the Year (Kevin Hart)[5][6]

## Synchronisation
Die deutsche Synchronisation entstand nach einem Dialogbuch und der Dialogregie von Sven Hasper im Auftrag der Iyuno-SDI Group Germany GmbH, Berlin.
| Darsteller             | Synchronsprecher         | Rolle            |
| ---------------------- | ------------------------ | ---------------- |
| Kevin Hart             | Leonhard Mahlich         | Matt             |
| Thedra Porter          | Silvia Mißbach           | Anna             |
| Linda Joyce Nourse     | Nina Herting             | Cousine Busybody |
| Achilles Montes-Vamvas | Kian Weichert            | Darren           |
| Mylène Dinh-Robic      | Sonja Spuhl              | Denise           |
| Ellen David            | Sabine Arnhold           | Dr. Jarvis       |
| Julian Casey           | Otto Strecker            | Frank            |
| Paul Reiser            | Erich Räuker             | Howard           |
| Lil Rel Howery         | Tobias Müller            | Jordan           |
| Deborah Ayorinde       | Tanya Kahana             | Liz              |
| Melody Hurd            | Juliana Götz             | Maddy            |
| Alfre Woodard          | Sabina Trooger           | Marian           |
| Frankie Faison         | Engelbert von Nordhausen | Mike             |
| Teneisha Collins       | Nicole Hannak            | Ms. Burns        |
| Anthony Carrigan       | Marcel Collé             | Oscar            |
| DeWanda Wise           | Katharina Spiering       | Swan             |